# Даніеле Гіларді
Даніеле Гіларді (італ. Daniele Ghilardi, нар., 6 січня 2003, Лукка, Італія) — італійський футболіст, центральний захисник клубу «Верона».
На правах оренди грає в клубі «Сампдорія».

## Ігрова кар'єра

### Клубна
Даніеле Гіларді народився у місті Лукка і займатися футболом почав у місцевому клубі «Луккезе-Лібертас», де грав на позиції воротаря і нападника. У віці дев'яти років Даніеле перейшов до академії клубу «Фіорентина». Пройшовши через молодіжну команду, у вересні 2021 року футболіст підписав з клубом перший професійний контракт до 2024 року.
Але взимку 2022 року Гіларді перейшов до «Верони», з якою у липні 2022 року підписав повноцінний контракт. Сезон 2022/23 Гіларді провів в оренді у клубі «Мантова» у Серії С. Через рік повернувся до «Верони» але і наступний сезон також грав в оренді. Цього разу його клубом стала «Сампдорія», яка виступала у Серії В.

### Збірна
З 2019 року Даніеле Гіларді грав за юнацькі збірні Італії різних вікових категорій. У складі збірної Італії (U-20) Даніеле Гіларді став віце-чемпіоном світу на молодіжному чемпіонаті світу в Аргентині у червні 2023 року.
8 вересня 2023 року Гіларді дебютував у складі молодіжної збірної Італії.

## Титули
Італія (U-20)
 Віце-чемпіон молодіжного чемпіонату світу: 2023